# Scissurella alta
Scissurella alta är en snäckart som beskrevs av Watson 1886. Scissurella alta ingår i släktet Scissurella och familjen Scissurellidae. Inga underarter finns listade i Catalogue of Life.